# Kicker (American Football)

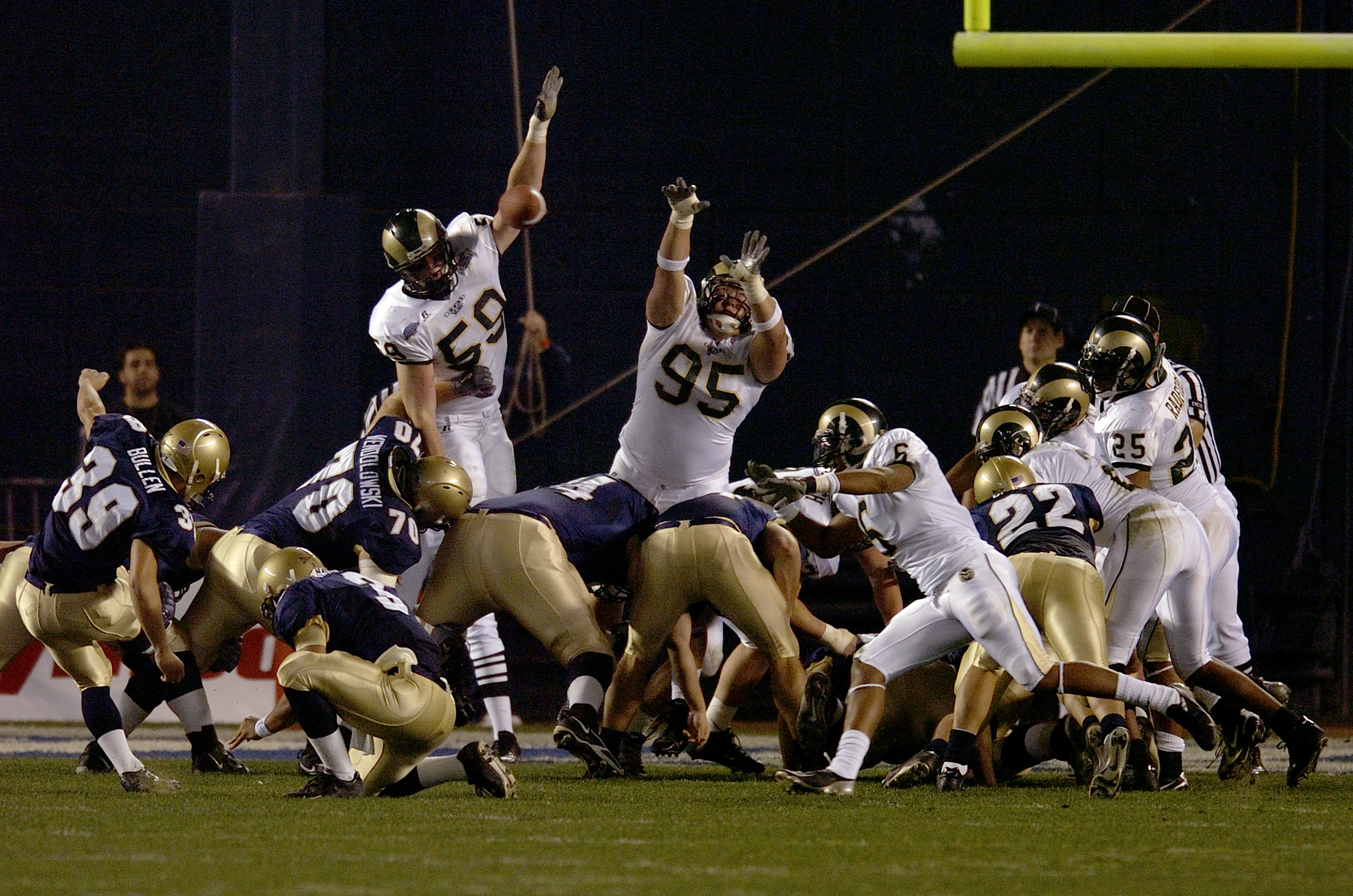
Jesse Nading, #59 kann den Field-Goal-Versuch vom Kicker Joey Bullen, #39 abblocken, oben rechts ist die Torstange zu erkennen

Als Kicker (häufig auch: Placekicker) bezeichnet man im American Football den Spieler, der dafür zuständig ist, ein Field Goal und den Point after Touchdown (PAT), in Deutschland Extrapunkt genannt, zu erzielen, d. h. den Ball durch das Torgestänge am jeweiligen Ende des Spielfeldes zu schießen.
Kicker bekommen in Profiligen meist nur ein verhältnismäßig geringes Gehalt, obwohl sie mit ihren Schüssen ein Spiel entscheiden und einen schlechten Lauf der Offensive noch mit einem Punktgewinn abschließen können. So wurden sogar mehrere Super Bowls durch Field Goals in der letzten Sekunde gewonnen (z. B. Super Bowl XXXVI oder Super Bowl XXXVIII, jeweils durch Adam Vinatieri von den New England Patriots) oder verloren (z. B. Super Bowl XXV, Fehlschuss von Scott Norwood von den Buffalo Bills).

## Geschichte
In der Frühzeit des Footballs gab es keinen designierten Placekicker, Field Goals oder Extrapunkte wurden von einem Spieler getreten, der sonst eine andere Feldposition spielte. Der Football wurde damals mit nur wenig Anlauf frontal mit dem Vollspann getreten, so dass Field Goals aus über 40 Yards selten waren. Einige Teams verwendeten sogar noch den Dropkick, der im modernen Football so gut wie ausgestorben ist. Als in den 1950er-Jahren die Spezialisierung im American Football anfing (d. h. Spieler, die ausschließlich eine einzige Feldposition spielten), wurden designierte Placekicker eingeführt. Mit dem Aufkommen ausländischer Kicker, die zumeist vorher Fußball gespielt hatten (u. a. der Österreicher Toni Fritsch, der Ungar Pete Gogolak, der Westdeutsche Uwe von Schamann, der Mexikaner Rafael Septién, der Norweger Jan Stenerud, oder der Armenier Garo Yepremian), wurde die fußballähnliche Technik mit bogenförmigem Anlauf und Innenspannschuss populär. Trotzdem wurde noch 1971 das siegbringende Field Goal im Super Bowl V durch Jim O’Brien entschieden, der im klassischen Frontalstil kickte und etatmäßiger Wide Receiver war. Über die Zeit wurden die Placekicker immer präziser und stärker: 1998 schaffte Gary Anderson das Kunststück, in der regulären Saison alle Field Goals und Extrapunkte zu versenken, und Justin Tucker gelang am 26. September 2021 ein Field Goal aus 66 Yards.
In der NFL Europe wurden regelmäßig ehemalige Fußballer als Kicker unter Vertrag gestellt. Bekannte Persönlichkeiten waren dabei Manfred Burgsmüller, Axel Kruse oder Ingo Anderbrügge. Mit Toni Fritsch und Horst Mühlmann haben es jedoch nur zwei Menschen bisher geschafft, sowohl Fußball-Profi als auch Kicker in der NFL zu sein.
Viele Placekicker verwenden Fußballschuhe, da sie darin präziser treten können als in gewöhnlichen Footballschuhen. Einige Spieler verwenden sogar unterschiedliche Schuhe für das Schuss- und das Standbein, um darin optimal treten bzw. stehen zu können.

## Field Goal

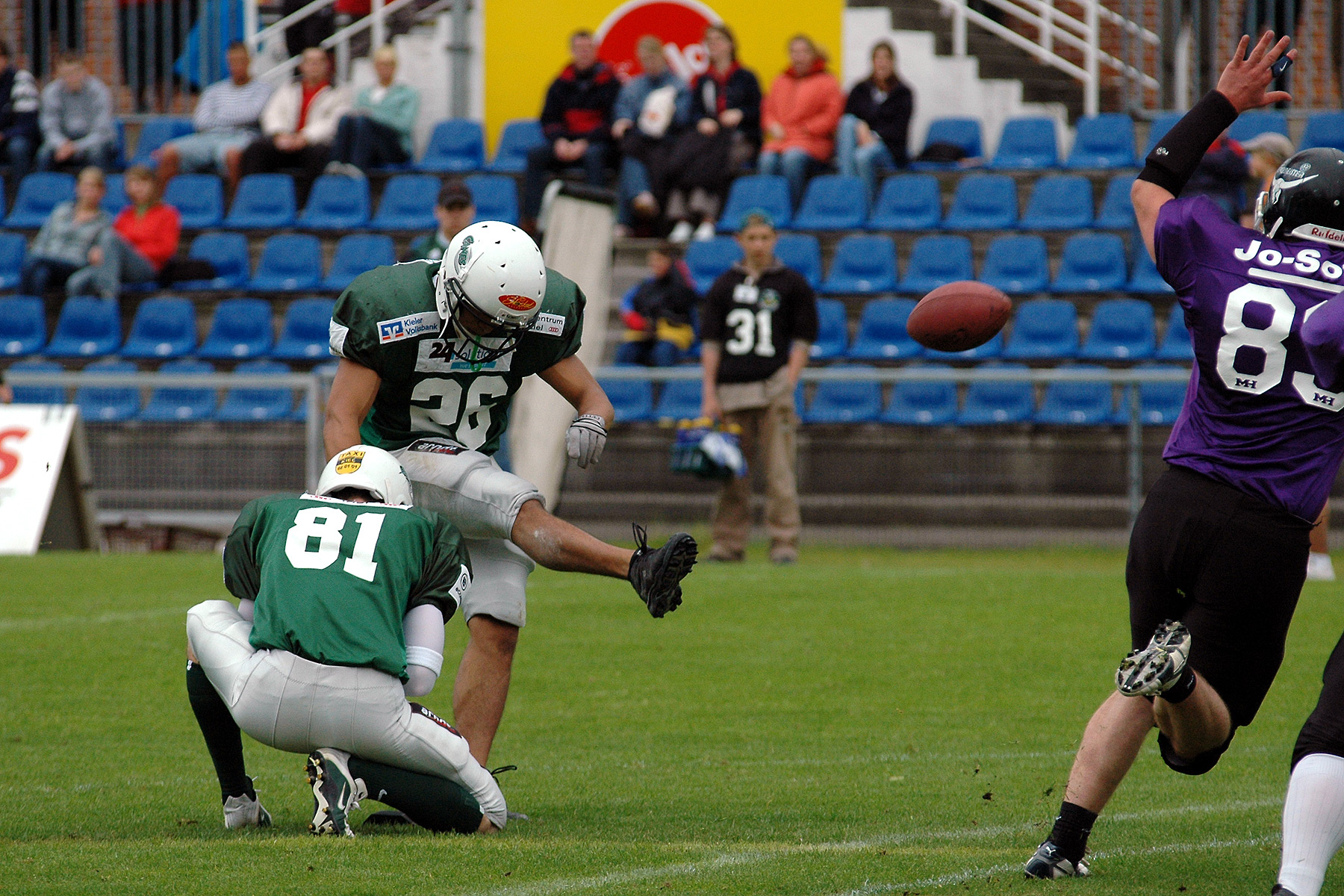
Ein Spieler der Kiel Baltic Hurricanes kickt den Ball.

Ein Field Goal gibt in der Regel drei Punkte, in der NFL Europa gab es bei einer Entfernung von mehr als 50 Yards deren vier. Bei der Entfernung ist zu beachten, dass zu der Länge vom Spot des Balles zur Endzone noch sieben Yards vom Spot nach hinten zur Position des Kickers sowie zehn Yards vom Anfang der Endzone bis zum Tor hinzugezählt werden müssen. Bei einem Field-Goal-Versuch von der 20-Yard-Linie muss der Kicker also insgesamt 37 Yards weit schießen.
Kicker der National Football League (NFL) schaffen es meist, Versuche bis zu 50 oder gar 55 Yards zu erzielen, der Rekord in der NFL liegt bei 66 Yards, aufgestellt von Justin Tucker (Baltimore Ravens, 26. September 2021).
Ein guter Kicker hat ein sehr starkes Schussbein, gutes Timing, da der Ball erst zugeworfen, vom „Holder“ platziert und fast gleichzeitig mit diesem Platzieren weggeschossen wird, gute Technik, da der Ball an einem bestimmten Punkt getroffen werden muss, sowie starke Nerven, da oft die Last einer spielentscheidenden Situation auf ihm liegt.